# La gazza ladra (storia a fumetti)
La gazza ladra è la trentaseiesima storia a fumetti di Valentina, celebre personaggio creato da Guido Crepax. Come la precedente, è ambientata nella campagna Toscana.

## Trama
Valentina, dopo quasi tre anni, riceve una chiamata da Bruno e lo incontra. Tempo dopo, mentre è con Philip in vacanza nella casa di Castellina Marittima, discute con lui dei loro cambiamenti. Durante uno scavo in giardino per risolvere problemi idraulici, Valentina crede di intravedere Effi. Quella notte, sogna di essere una gazza mentre Effi è un'anatra. Il giorno dopo prova a fare delle fotografie allo scavo senza ottenere risultati. Una notte, un'anatra la porta in giardino a vedere la luna piena; intanto il rullino fotografico scompare, rubato da una gazza ladra. Valentina continua a pensare a Effi, ma anche alle sue avventure con Philip.
Intanto a Monaco, Effi lavora con le anatre all'istituto di etologia Otto König e ha una relazione con il collega Karl. Un giorno nota una gazza tra le sue anatre. Mentre pensa con irritazione al fatto che Valentina non le abbia più scritto, Effi trova un pezzo di pellicola nel becco della gazza. Dopo averla fatta sviluppare, con sua grande sorpresa, nelle foto appare Valentina.

## Personaggi

### Valentina Rosselli
Fotografa milanese, in questa storia vede per l'ultima volta il suo amante Bruno e mentre è in vacanza con Philip pensa spesso ad Effi, immaginando di vederla nel giardino di casa.

### Philip Rembrandt
Compagno di Valentina e critico d'arte, ricompare per la prima volta in una storia dopo il suo ritorno in Nessuno.

### Effi Lang
Etologa tedesca, nonostante la relazione con un collega pensa ancora a Valentina ed è arrabbiata perché lei non le scrive.

## Pubblicazioni
- Corto Maltese marzo/aprile 1989[1][2]
- Milano Libri (Valentina - La gazza ladra) giugno 1992
- RCS (Volume 13) 2007
- Mondadori (Volume 13) 2015